# رادوسلاف ستويانوفيتش (كرة يد)
رادوسلاف ستويانوفيتش مواليد 20 سبتمبر 1978 في فيليس، هو لاعب كرة يد مقدوني يلعب كظهير أيسر. يلعب مع فريق بورك لكرة اليد. مثل منتخب مقدونيا لكرة اليد.